# 惠山泥人厂旧址
31°35′03″N 120°16′15″E / 31.58413°N 120.27088°E
惠山泥人厂旧址，位于中华人民共和国无锡市梁溪区锡惠路26号，位于宝善桥南侧。

## 沿革
惠山泥人的制作早期为私人个体作坊为主。中华人民共和国成立后，当地政府主导惠山横街、直街私人经营的数十家泥人作坊合并，1954年7月1日在此基础上组织起泥人生产合作社。1958年更名为惠山泥人厂，之后成立惠山泥人研究所。与此同时，1950年12月，成立无锡市手工业工会泥人石膏基层委员会。1951年4月，成立无锡市工商联，统一组织当地行业。1990年，锡惠路改造并修复惠山古镇，泥人厂厂房拆迁，惠山泥人厂迁至惠山浜下塘。1999年，无锡泥人博物馆成立并对外开放。2001年，无锡市泥人研究所改为股份合作企业。2002年，惠山泥人厂整改为有限责任公司。

## 保护
2007年，无锡市公布其为第一批工业遗产保护单位，属工业遗产类。2011年，江苏省人民政府认定其旧址为江苏省文物保护单位。